# Nina Smolejewa
Nina Nikołajewna Smolejewa, z domu Nikitina (ros. Нина Николаевна Смолеева (Никитина), ur. 28 marca 1948 w Wołchowie) – radziecka siatkarka. Trzykrotna medalistka olimpijska.
W reprezentacji Związku Radzieckiego grała w latach 1967–1978. Oprócz trzech medali igrzysk olimpijskich – złota w 1968 i 1972, srebra w 1976 – sięgnęła po złoto (1970) oraz brąz mistrzostw świata (1978). Czterokrotnie zostawała mistrzynią Europy (1967, 1971, 1975 i 1977). W rozgrywkach klubowych grała w zespole z Ałma-Aty, w 1969 została zawodniczką Dinamo. Z moskiewskim zespołem była mistrzynią ZSRR w latach 1970–1973, 1975, 1977. W 1969-72, 1975, 1977 triumfowała w Pucharze Europy.